# Icius
Genre
Icius est un genre d'araignées aranéomorphes de la famille des Salticidae.

## Distribution
Les espèces de ce genre se rencontrent sur tous les continents sauf aux pôles.

## Liste des espèces
Selon World Spider Catalog (version 25.5, 18/01/2025) :
- Icius abnormis Denis, 1958
- Icius alboterminus (Caleb, 2014)
- Icius bamboo Cao & Li, 2016
- Icius bandama Wesołowska & Russell-Smith, 2022
- Icius bilobus Yang & Tang, 1996
- Icius brunellii Caporiacco, 1940
- Icius cervinus Simon, 1878
- Icius congener (Simon, 1871)
- Icius crassipes (Simon, 1868)
- Icius deergong Wang, Mi, Li & Xu, 2024
- Icius dendryphantoides Strand, 1909
- Icius desertorum Simon, 1901
- Icius entebbensis Wiśniewski & Wesołowska, 2024
- Icius fagei (Lessert, 1925)
- Icius faker Yang & Zhang, 2024
- Icius glaucochirus (Thorell, 1890)
- Icius grassei (Berland & Millot, 1941)
- Icius hamatus (C. L. Koch, 1846)
- Icius han Yang & Zhang, 2024
- Icius hortensis Wiśniewski & Wesołowska, 2024
- Icius ildefonsus Chamberlin, 1924
- Icius indicus (Simon, 1901)
- Icius inhonestus Keyserling, 1878
- Icius insolidus (Wesołowska, 1999)
- Icius insolitus Alicata & Cantarella, 1994
- Icius jacksoni Haddad & Wesołowska, 2024
- Icius kui Yang & Zhang, 2024
- Icius kulakangri Yang & Zhang, 2024
- Icius kumariae Caleb, 2017
- Icius mbitaensis Wesołowska, 2011
- Icius menemeriformis (Strand, 1907)
- Icius minimus Wesołowska & Tomasiewicz, 2008
- Icius niger Peelle & Saito, 1933
- Icius nigricaudus Wesołowska & Haddad, 2009
- Icius ocellatus Pavesi, 1883
- Icius olokomei Wesołowska & Russell-Smith, 2011
- Icius pallidulus Nakatsudi, 1943
- Icius peculiaris Wesołowska & Tomasiewicz, 2008
- Icius pulchellus Haddad & Wesołowska, 2011
- Icius separatus Banks, 1903
- Icius simoni Alicata & Cantarella, 1994
- Icius steeleae Logunov, 2004
- Icius subinermis Simon, 1937
- Icius testaceolineatus (Lucas, 1846)
- Icius tukarami Prajapati, Kumbhar & Kamboj, 2021
- Icius vikrambatrai Prajapati, Malamel, Sudhikumar & Sebastian, 2018
- Icius yadongensis Hu, 2001
- Icius zang Wang, Mi & Li, 2024
- Icius zhengi Yang & Zhang, 2024

## Systématique et taxinomie
Ce genre a été décrit par Simon en 1876 dans les Attidae.

## Publication originale
- Simon, 1876 : Les arachnides de France. Paris, vol. 3, p. 1-364 (texte intégral).